# 小田切磐太郎
小田切 磐太郎（おたぎり いわたろう、明治2年10月3日〈1869年11月6日〉 - 1945年〈昭和20年〉9月22日）は、明治後期から大正初期にかけての日本の内務官僚・官選県知事、昭和戦前期にかけての弁護士・政治家・実業家である。
現在の長野県須坂市の出身で、政界では衆議院議員（当選2回）、実業界では信濃電気の副社長や長野商工会議所会頭を務めた。

## 経歴

### 内務官僚時代
小田切磐太郎は、明治2年10月3日（新暦：1869年11月6日）、小田切豊太郎の長男として生まれた。父・豊太郎は長野県上高井郡須坂町、現在の須坂市の豪商小田切家（屋号は「東糀屋」）の一族で、3代目小田切新蔵の弟にあたる。1875年（明治8年）より須坂の地場産業である製糸業（山ヨ製糸所）を経営していた。
小田切は長野県尋常中学校を卒業したのち、1892年（明治25年）7月東京の第一高等中学校を卒業し、1895年（明治28年）7月には帝国大学法科大学法律学科（独法）を卒業した。大学卒業後はまず衆議院属となった。同年11月、文官高等試験に合格した。
翌1896年（明治29年）10月、衆議院属から転じ福島県参事官（高等官）に任ぜられた。直後の職員録には福島県内務部第一課長・第三課長を兼務するとある。1897年（明治30年）4月、山形県参事官へ異動。1901年（明治34年）4月山形県書記官へ昇格し、同県内務部長となる。続いて1903年（明治36年）3月、山形県書記官から栃木県書記官へ転じ、1905年（明治38年）4月に栃木県事務官へ昇格。翌1906年（明治39年）8月に茨城県事務官に転じ、さらに1908年（明治41年）3月には山口県事務官へと転じた。1912年（明治45年）の職員録には山口県事務官で内務部長を務めるとある。
1912年6月29日、山形県知事（高等官二等）に任ぜられた
。馬淵鋭太郎が山口県知事へと転出したことに伴う後任で、第12代の山形県知事である。在任中は内務省の方針に従い緊縮財政政策を継続した。就任後の1912年（大正元年）12月に、大正政変に繋がる国政での政党連携が波及して山形県会でも立憲政友会と非政友会の連合会派「羽陽同志会」が発足したことから、政友会が与党とならなかった小田切の県政運営は議会に圧迫されがちであったという。
1916年（大正5年）4月28日、山形県知事から転出し、沖縄県知事（高等官二等）に任命された。沖縄県知事転任は大味久五郎の休職に伴うものであるが、大味は沖縄県知事着任前は山形県内務部長すなわち小田切の部下であったことから、小田切は部下の後任を務めるという形となる。そのため小田切はこの人事を「左遷」であると憤り、沖縄県に赴任することなく辞職した。免官は任官6日後の同年5月4日付であった。

### 政界進出
退官後の小田切は郷里の長野に帰り一旦閑地に就いた。1916年11月に長野地方裁判所において弁護士登録をなしている。
1917年（大正6年）3月、小田切は立憲政友会から勧誘され第13回衆議院議員総選挙（投票日は4月20日）への出馬を決めた。出馬にあたっては従兄・越寿三郎（伯父・小田切新蔵の三男で製糸業「山丸組」を経営）からの財政支援を受けている。選挙区は長野県郡部選挙区（定員9人）で、投票の結果第3位の得票数で当選を果たし、衆議院議員となった。
1920年（大正9年）5月10日実施の第14回総選挙（小選挙区制実施）にも立憲政友会から出馬し、長野県第4区にて栗岩英治を破って当選した。衆議院では同年7月の第43回帝国議会において決算委員長に選ばれている。
1924年（大正13年）5月10日実施の第15回総選挙も引き続き長野県第4区から立憲政友会公認で出馬したが、憲政会系の中立候補蟻川五郎作に敗れて落選。この落選を機に小田切は政界から引退した。

### 実業界での活動
衆議院議員在任中にあたる1919年（大正8年）10月末、信濃電気株式会社の取締役に就任した。同社は1903年に設立された北信・東信地方へ供給する電力会社（本社は上高井郡須坂町）である。従兄の越寿三郎が社長を務めており、取締役就任直後の役員録によると小田切は越の下で副社長を務めるとある。続いて1924年（大正13年）12月、梓川電力の設立とともに同社の取締役副社長に選ばれた（社長は小坂順造）。同社は梓川上流部での電源開発を目的に信濃電気と長野電灯（長野市）が共同で設立した発電会社で、4年後の1928年（昭和3年）に開業した。
また信濃電気が自社電力の活用による石灰窒素製造を図るべく設立した化学メーカー信越窒素肥料（現・信越化学工業）にも関わり、1926年（大正15年）9月の会社設立とともに取締役に就いた。さらに1929年（昭和4年）3月から1931年（昭和6年）6月にかけて、長野市内の商工会議所である長野商工会議所の第7代会頭を務めた。
1930年（昭和5年）、越寿三郎が本業である製糸業の不振と病気を理由に信濃電気・信越窒素肥料の経営から退き、両社を長野電灯の小坂順造に託した。そのうち信濃電気では1930年4月30日の取締役改選で越が取締役社長から退き名取和作が新社長（小坂が拓務政務次官在任中のため代理就任）となった。小田切はこのときは取締役に留任し副社長にも再任されたが、半年後の12月30日付で取締役を辞任した。信越窒素肥料の取締役についても翌1931年1月に辞任している。
1931年4月、信濃電気で監査役に選ばれた。同年5月には梓川電力でも小坂順造の社長復帰とともに取締役副社長から退き監査役へと回った。1937年（昭和12年）3月に信濃電気と長野電灯が合併して発足した長野電気では取締役や監査役に就いておらず、1941年版の興信録には梓川電力監査役・長野電気顧問に在任中とある。その後長野電気は梓川電力を合併の上で1942年（昭和17年）5月に解散した。
1945年（昭和20年）9月22日に死去した。75歳没。

## 栄典
- 1896年（明治29年）12月21日 - 従七位[46]
- 1898年（明治31年）12月22日 - 正七位[47]
- 1901年（明治34年）4月20日 - 従六位[48]
- 1903年（明治36年）3月30日 - 正六位[49]
- 1905年（明治38年）2月20日 - 従五位[50]
- 1906年（明治39年）4月1日 - 勲四等旭日小綬章[51]（日露戦争での功による[1]）
- 1911年（明治44年）3月20日 - 正五位[52]
- 1913年（大正2年）6月18日 - 勲三等瑞宝章[53]
- 1916年（大正5年）4月10日 - 従四位[54]